# 建泉水库
建泉水库是中国湖北省荆门市东宝区境内的一座水库，位于利河支流南桥河上，建于1974年。水库正常库容为1065万立方米，集雨面积为23.6平方千米，海拔为100.7米。